# Impasse de Casteggio
L'impasse de Casteggio est une voie située dans le quartier de Charonne du 20e arrondissement de Paris.

## Situation et accès
L'impasse de Casteggio est desservie à proximité par la ligne 9 à la station Buzenval.

## Origine du nom
Elle porte ce nom en souvenir de la bataille de Casteggio durant la campagne d'Italie de 1859.

## Historique
Cette voie ouverte sous le nom de « passage de Montebello » puis d'« impasse de Montebello » prend sa dénomination actuelle par un arrêté du 1er février 1877.